# Trou de mine de La Boisselle
Le Trou de mine de La Boisselle appelé encore La Grande Mine et en anglais, Lochnagar Crater  est un lieu de mémoire de la bataille de la Somme, pendant la Grande Guerre situé sur le territoire de la commune d'Ovillers-la-Boisselle à 600 m au sud-est du village de La Boisselle sur le Circuit du Souvenir. 
Aujourd'hui, il a un diamètre d'au moins 90 mètres, et fait 22 m de profondeur. Il résulte de l'explosion d'une mine créée par les Royal Engineer tunnelling companies. Le trou a été formé par près de 35 tonnes d'explosif.
Le cratère a fait l'objet d'une inscription au titre des monuments historiques par arrêté 28 novembre 1997, annulée lors du classement par arrêté du 13 août 1998.

## Contexte historique
L'offensive de la bataille de la Somme en 1916 avait été précédée par un travail de sape dans les deux camps pour tenter d'affaiblir les défenses adverses. L'explosion de mines donna le signal du début de la bataille de la Somme, le 1er juillet 1916.
À La Boisselle, les mineurs gallois du 9e Cheshires (en)  ont creusé un tunnel allant jusqu'aux lignes allemandes. À 16 m de profondeur, ils placèrent 30 tonnes d'explosifs (de l'ammonal). La mise à feu eut lieu le 1er juillet 1916 à 7 h 28, deux minutes avant le début de l'offensive franco-britannique de la bataille de la Somme. La colonne de terre projetée se serait élevée à 1 300 m de hauteur et l'entonnoir, qui avait alors 100 mètres de diamètre et 30 mètres de profondeur, fut aussitôt occupé par les Britanniques. Au même moment, une autre mine, « Y Sap », avait explosé de l'autre côté de la route qui mène à Bapaume (sur le site nommé "Glory Hole", rue de la 34e Division à La Boisselle).

## Lieu de mémoire
Lochnagar est devenu un lieu de recueillement. C'est le seul cratère de mine à être aussi bien conservé dans la Somme et surtout le seul à être accessible au public. Il est la propriété de Richard Dunning, vivant dans le Surrey, en Grande-Bretagne.
Une stèle a été édifiée près du cratère, à la mémoire du soldat Tom Easton, des Tyneside Scottish.
Le 31 octobre 1998, les restes du soldat George Nugent, du Tyneside Scottish, disparu le 1er juillet 1916, ont été mis au jour à proximité du trou de mine. Ils ont été inhumés dans la nécropole du Commonwealth d'Ovillers le 1er juillet 2000, en présence des membres de sa famille et de nombreuses personnalités. Une croix marque l'emplacement où la dépouille a été retrouvée à La Boisselle.
Aujourd’hui, le cratère de La Boisselle mesure 90 mètres de diamètre environ et 25 mètres de profondeur, pour un volume de 33 440 mètres cubes. Il subit l'usure de l'érosion. Il est maintenant interdit de descendre à l’intérieur du cratère car les parois sont en calcaire et risquent de s’ébouler accélérant ainsi le comblement.
Une croix-mémorial en bois a été érigée à l'entrée du site.

### Commémoration
Chaque 1er juillet à 7 h 28, c'est au trou de mine de La Boisselle que débutent les cérémonies de commémoration de la bataille de la Somme.
Le 1er juillet 2016, dans le cadre de la célébration du centenaire de la bataille de la Somme, le secrétaire d'État aux anciens combattants Jean-Marc Todeschini a assisté à la cérémonie de La Boisselle.

### Galerie

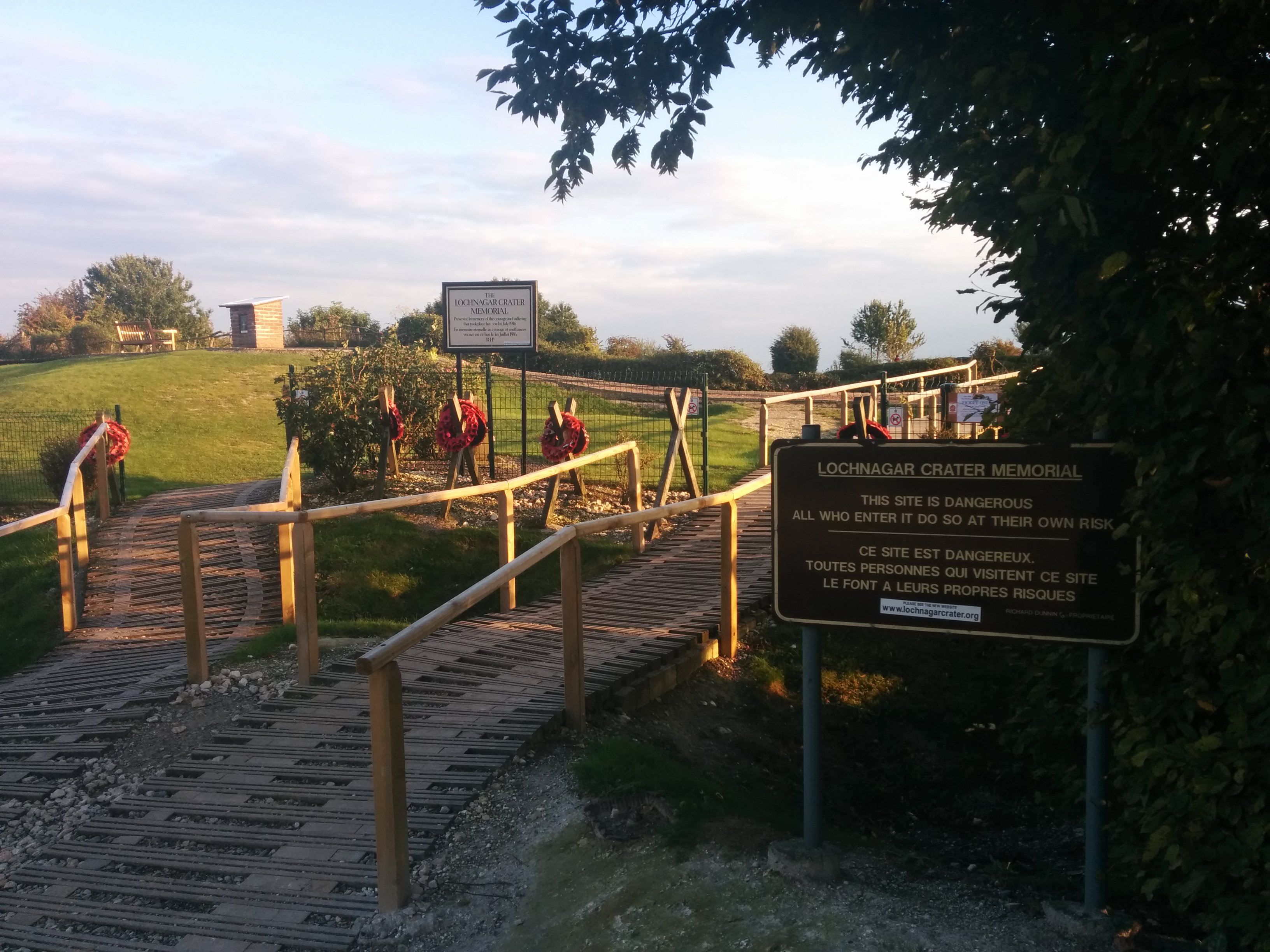
Entrée du cratère.
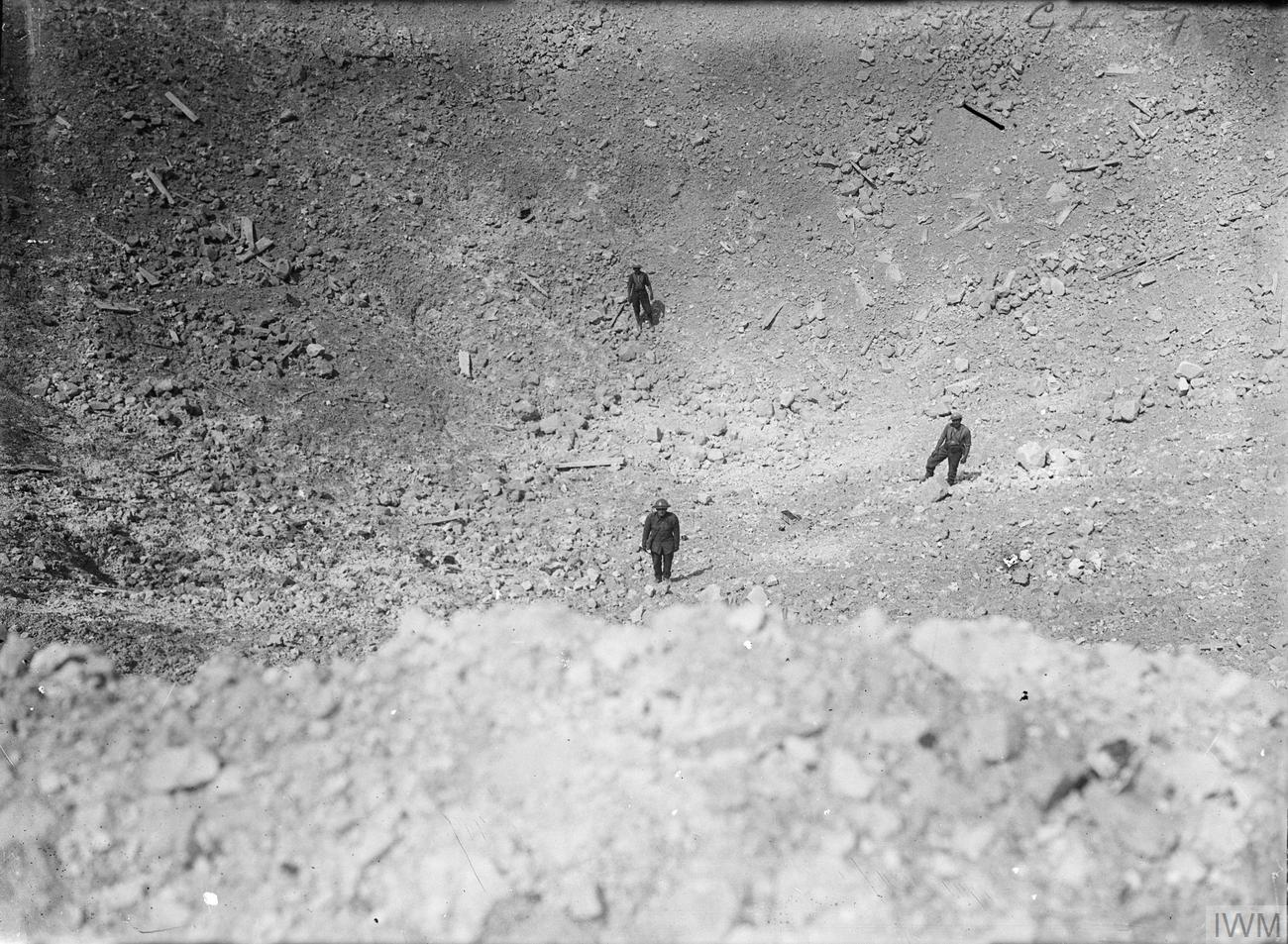
Intérieur du trou de mine de La Boisselle en août 1916.
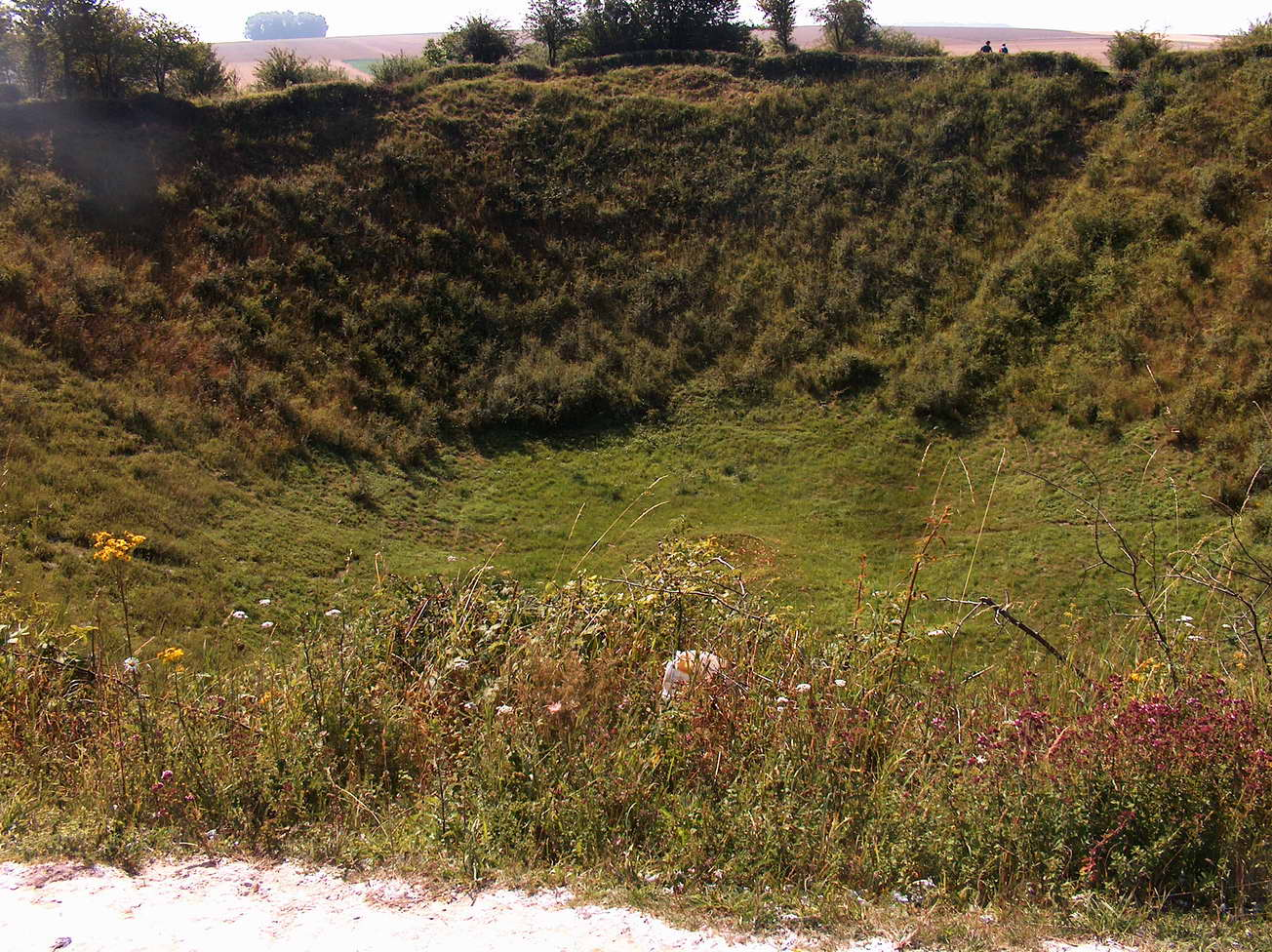
Lochnagar Crater, à Ovillers-la-Boisselle.
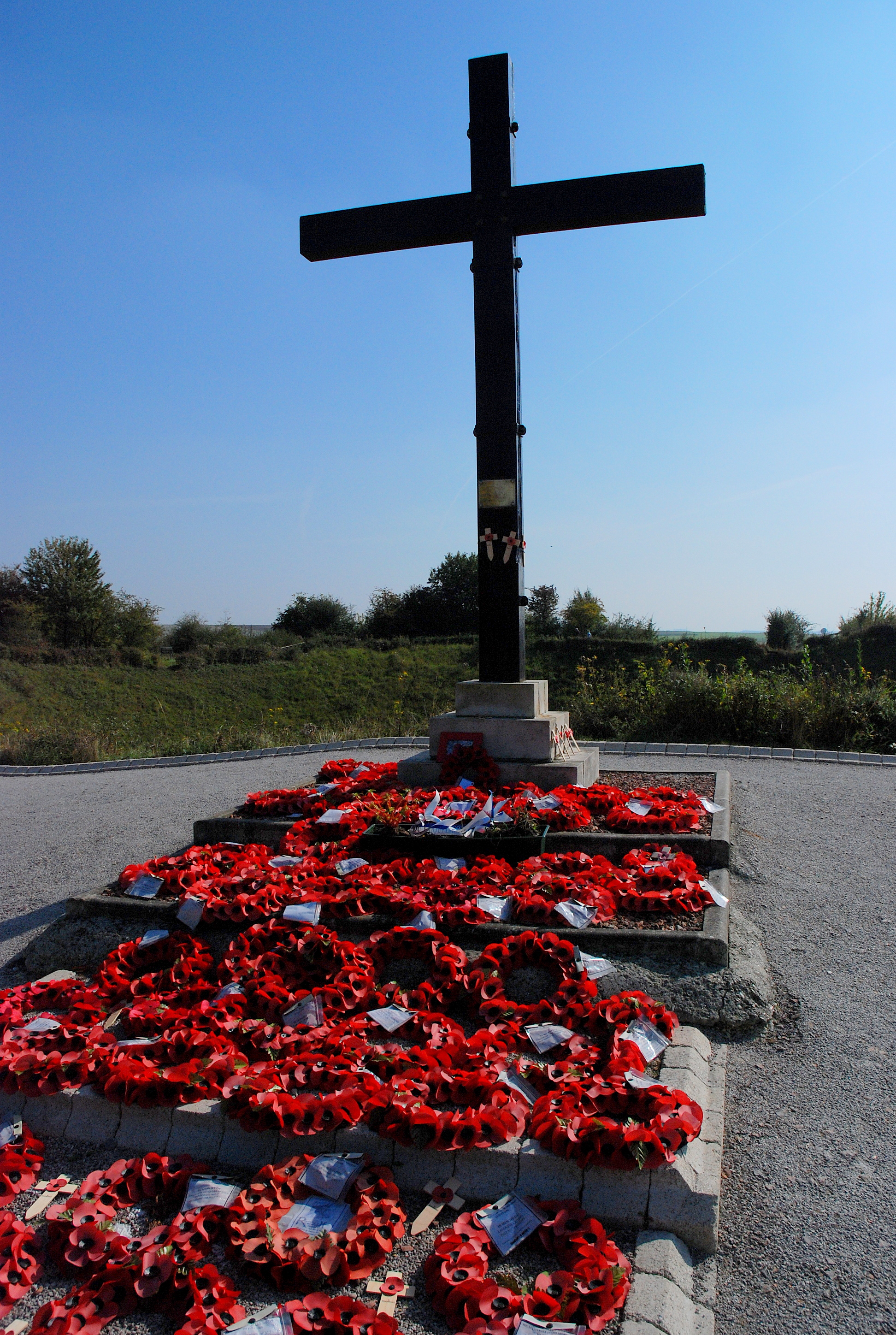
Croix mémorial de La Boisselle.
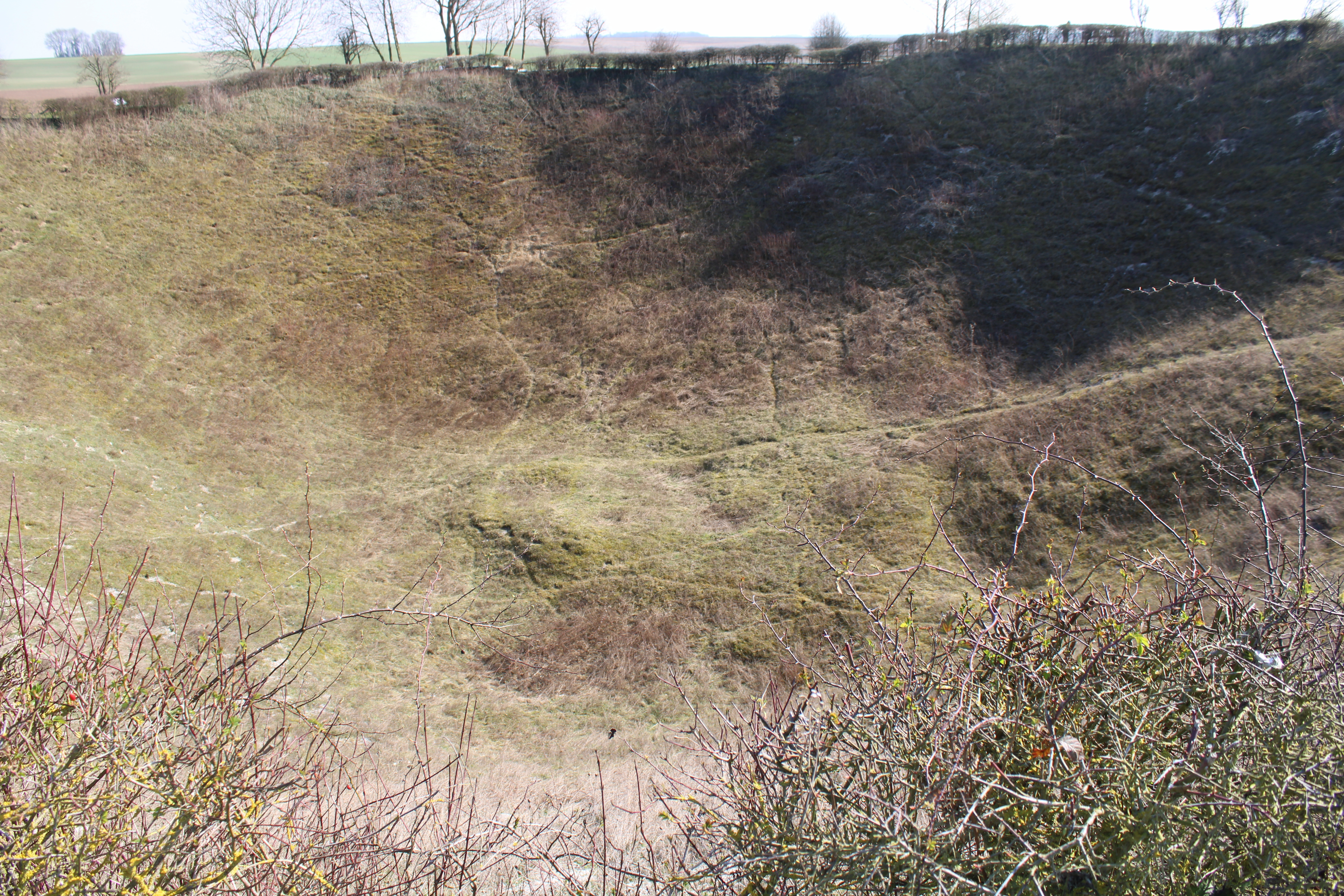
Etat du cratère en mars 2022.
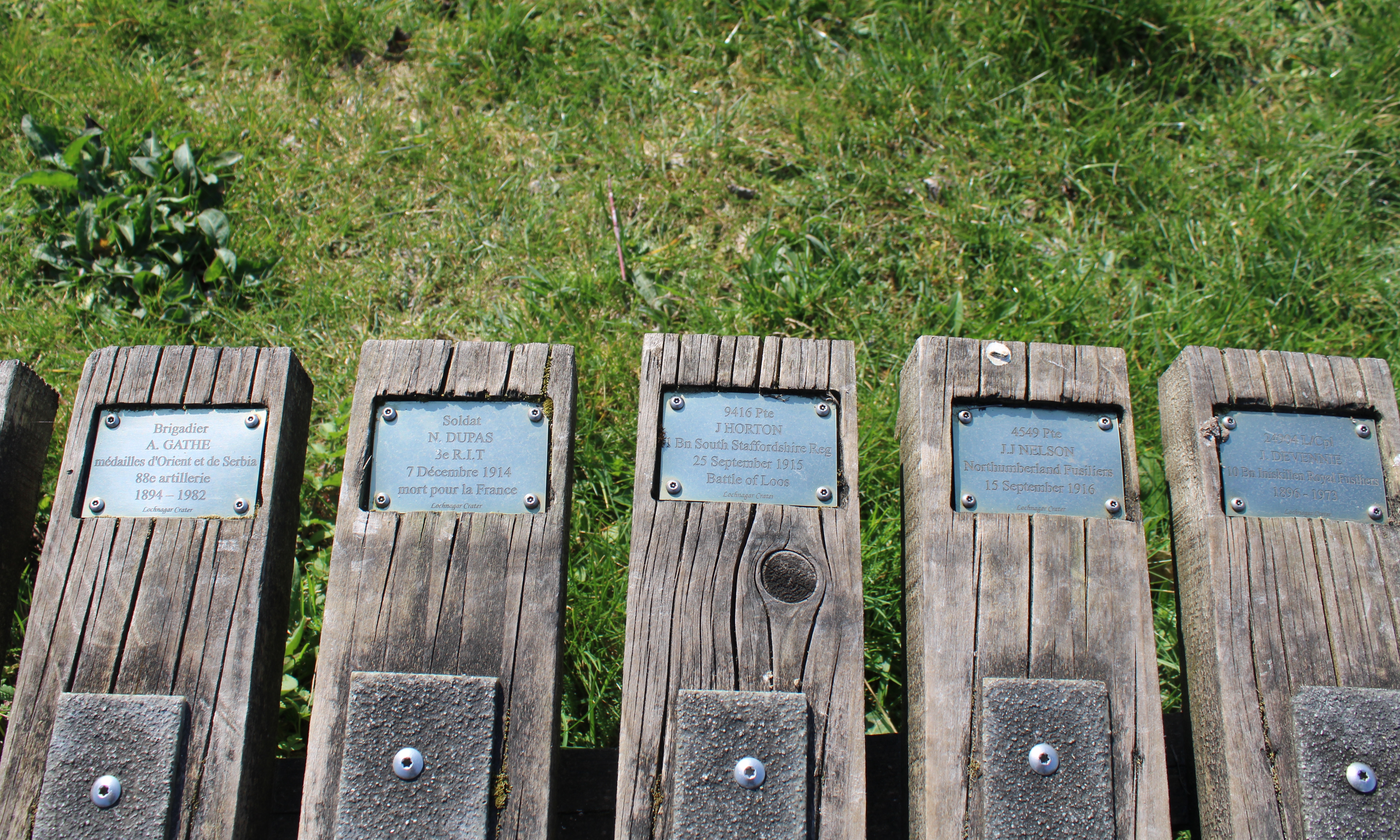
les lattes de l'allée portent les noms de soldats tombés lors du conflit
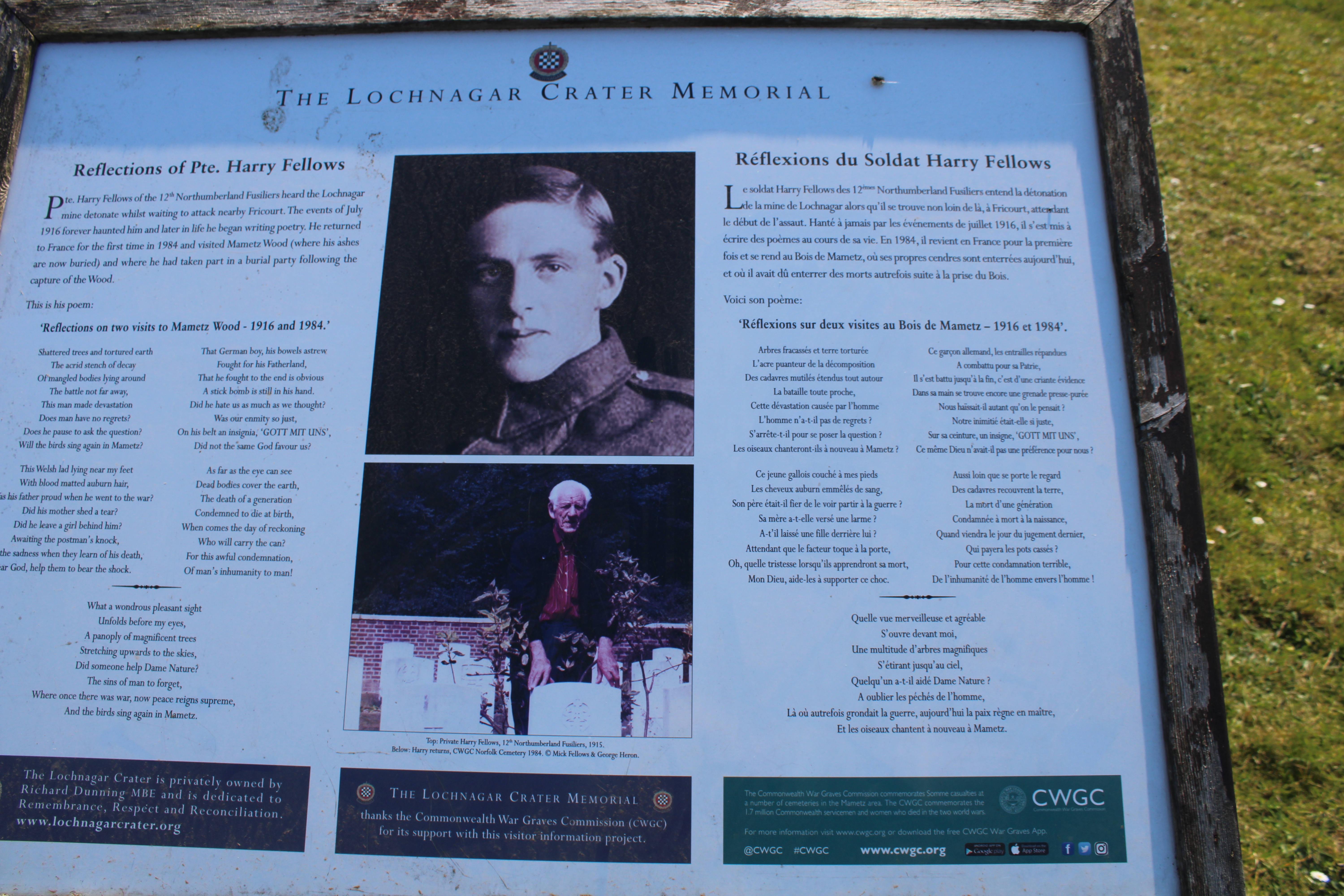
Poèmes de Harry Fellows.
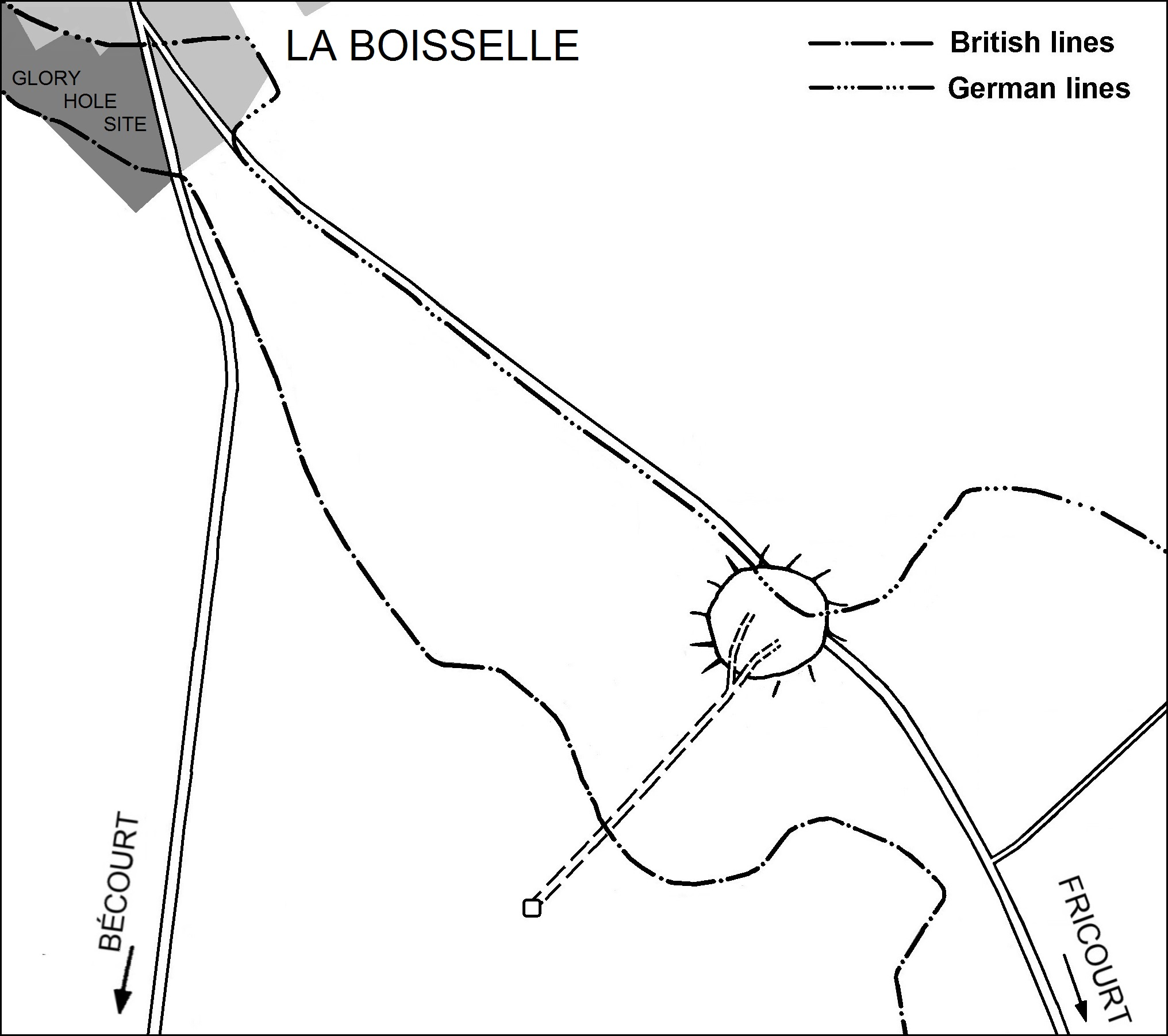
Plan du trou de mine de La Boisselle.
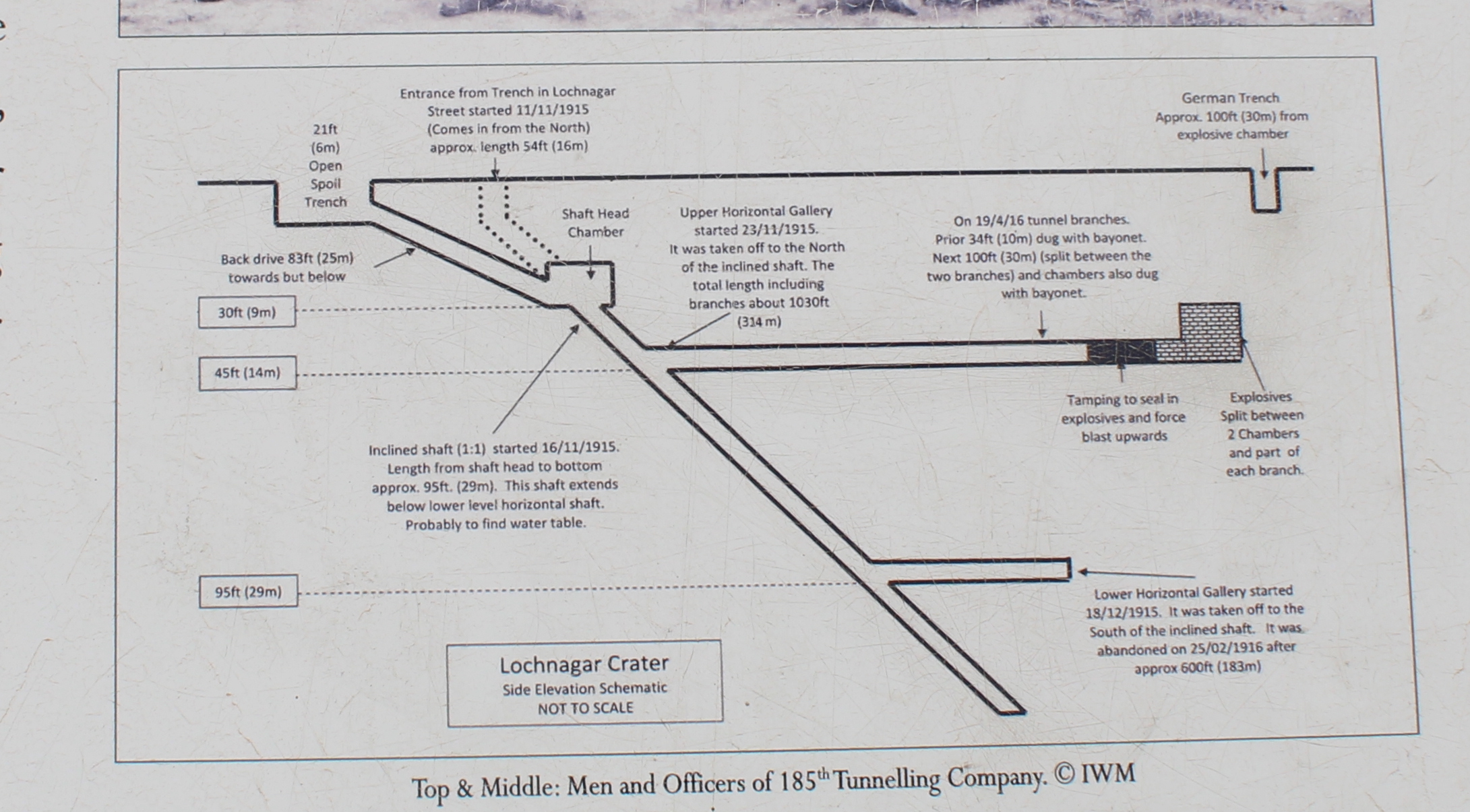
Schéma en coupe du creusement de la mine.

## Le Trou de mine de La Boisselle à la télévision
Dans la série Peaky Blinders, se déroulant à Birmingham après la Première Guerre mondiale, le personnage principal, Thomas Shelby, est un ancien combattant qui creusait des tunnels lors de la Bataille de la Somme. Dans l'épisode 6 de la saison 2, il raconte être le responsable du cratère de la Boisselle.